# Acyrthosiphon fragariaevescae
Acyrthosiphon fragariaevescae är en insektsart. Acyrthosiphon fragariaevescae ingår i släktet Acyrthosiphon och familjen långrörsbladlöss. Inga underarter finns listade i Catalogue of Life.